# Subsalicilato de bismuto
Subsalicilato de bismuto, também conhecido como Pepto-Bismol, é um medicamento de ação antiácida para tratar afecções e desconfortos temporários do estômago e do trato gastrointestinal, como a diarreia, indigestão, azia e náusea. O subsalicilato de bismuto tem fórmula empírica de C7H5BiO4, e é uma substância coloidal obtida através da hidrólise do salicilato de bismuto (Bi(C6H4(OH)CO2)3).

## Usos médicos

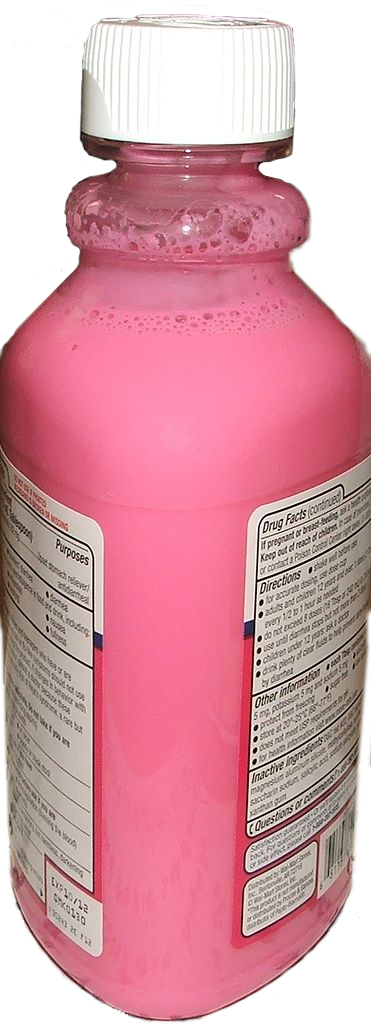
Na imagem, o subsalicilato de bismuto com coloração rosa artificialmente posta como forma de torna a substância comercializável.

Devido à derivação do ácido salicílico, o subsalicilato de bismuto tem ação anti-inflamatória e bactericida, além de agir como antiácido. Além disso, serve como tratamento adjuvante da infecção por Helicobacter pylori.

## Reações adversas
Há uma série de reações adversas ligadas ao subsalicilato de bismuto. Com primazia, pode causar uma coloração preta na língua e fezes de cor preta, quando se combina com vestígios de enxofre e saliva no cólon para a formação do sulfeto de bismuto. O sulfeto de bismuto [e um sal preto altamente insolúvel, e a descoloração é temporada e inofensiva.
O uso a longo prazo, geralmente maior que seis semanas, pode levar ao acúmulo de toxicidade química. A intoxicação pelo processo de salicismo pode estar associada ao uso contínuo da droga. Crianças não devem tomar a medicação enquanto se recuperam de varicela ou gripe, pois evidências epidemiológicas apontam que a associação medicamentosa pode acarretar no início da síndrome de Reye. Pelo mesmo motivo, é recomendado que mães que amamentem não usem a medicação, pois pequenas quantidades do sal podem ser excretadas no leite materno, aumentando, portanto, o risco da síndrome de Reye em crianças.
Devido à alta toxicidade, o subsalicilato e suas derivações não devem ser utilizados em gatos. A publicação British National Formulary não recomenda antiácidos contendo bismuto, alertando que pode se tornar uma neurotoxina causadora da encefalopatia.

## Mecanismo de ação

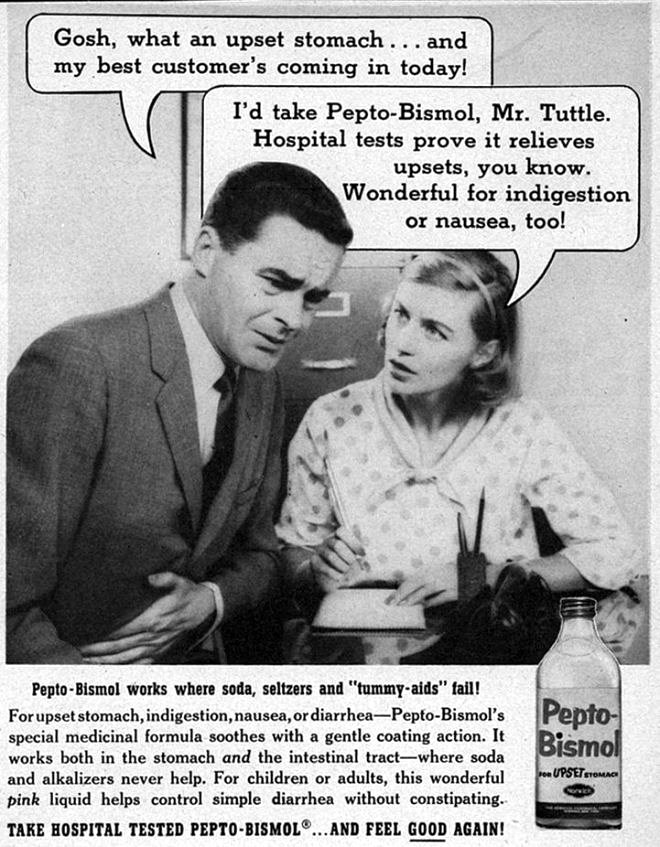
Anúncio do subsalicilato de bismuto em 1957 pela Life Magazine

O salicilato de bismuto é usado como antiácido e antidiarreico, além de servir como tratamento momentâneo de afecções gastrointestinais, como a náusea. O mecanismo de ação exato não é documentado, mas acredita-se que siga o modelo abaixo:
- Estímulo da absorção de fluidos e eletrólitos da parede intestinal por meio de uma ação anti-secretora
- Redução da inflamação e da irritação estomacal ou intestinal através da inibição da prostaglandina G/H sintase 1/2
- Redução da hipermobilidade do estômagmo
- Ligação de toxinas produzidas pela bactéria Escherichia coli
- Ação bactericida de subcomponentes, incluindo o ácido salicílico[14]
- Ação bactericida através do efeito oligodinâmico
- Ação atenuante de antiácidos

Estatísticas de estudos in vitro e in vivo têm demonstrado que o subsalicilato de bismuto no intestino hidrolisa o oxicloreto de bismuto e o ácido salicílico. No estômago, é provável que a hidrólise seja catalisada por acidificação. O ácido salicílico é absorvido e, em analises quantitativas, é possível verificar a presença de ácido salicílico no sangue após a administração do subsalicilato de bismuto. Acredita-se, portanto, que o oxicloreto de bismuto e o hidróxido de bismuto tenham efeitos bactericidas, assim como o ácido salicílico na ação da E. coli enterotoxigenica, causadora da diarreia do viajante.
Os compostos de organobismuto têm sido utilizados historicamente em meios de crescimento pra isolamento seletivo de organismos. Estes sais demonstram a inibição da proliferação da Helicobacter pylori, além de outras bactérias entéricas e fungos.

## História
Enquanto os sais de bismuto estava em uso na Europa no final dos anos 1700, a combinação de subsalicilato de bismuto e sais de zinco para adstringência com salicilato de fenila pode ter começado nos Estados Unidos no início de 1900 como um remédio para diarreia em bebês vítimas de cólera. Inicialmente vendido diretamente aos médicos, foi comercializado pela primeira vez como Bismosal em 1918.
O medicamento começou a ser vendido em 1900 ou 1901 por um médico de Nova Iorque. Originalmente vendido para conter a diarreia infantil, foi vendido pela Norwich Pharmacal Company sob o nome de "Bismosal: Mixture Cholera Infantum". Em 1919, foi renomeado para Pepto-Bismol. A partir de 1946, os anúncios canadenses colocados em Norwich mostram o produto nomeado como Pepto-Bismol, tanto em imagens quanto em textos. O subsalicilato de bismuto é um medicamento vendido sem receita, atualmente produzido pela empresa Procter & Gamble nos Estados Unidos, Canadá e Reino Unido. Os comprimidos são mastigáveis e as cápsulas são consumíveis, mas a forma mais comum é um líquido espesso com sabor de gualtéria.